# Унесков институт за целоживотно учење
Унесков институт за целоживотно учење, скраћено УИЛ (енгл. UNESCO Institute for Lifelong Learning), и то је један од шест образовних института Унеска. Институт укључује непрофитно међународно истраживање, обуке, информације, документацију и издавачки центар о писмености, неформалном образовању, целоживотном и учењу у трећем добу. Повезујући образовна истраживања, политику и праксу у овим областима, УИЛ даје посебан допринос унапређењу приступа учењу и побољшању окружења и квалитета учења за све у свим регионима света. УИЛ пружа услуге писмености, неформалног образовања, образовања одраслих и целоживотног образовања за државе чланице Унеска, невладине организације и локалне организације, али и партнерима у цивилном друштву и приватном сектору. Чинећи то, Институт је у уској сарадњи са седиштем у Паризу, са теренским канцеларијама Унеска у различитим земљама, са сестринским институтима и са националним и међународним партнерима.
УИЛ се налази у Хамбургу у Немачкој. Скупштина града Хамбурга Институту пружа просторије близу Универзитета, у историјској вили, која је саграђена за магната Алберта Балина. У фебруару 2007. године потписан је споразум о земљи који дефинише услове и захтеве под којима је Савезна република Немачка дломаћин УИЛ-а.

## Историја
УИЛ је основан 27. маја 1952. године у Хамбургу као фондација под називом Унесков институт за образовање (скраћено УИП), од стране првог директора института, Валтера Мерка.Задаци УИП-а (данашњег УИЛ-а) дефинисани су статутом из 1952. године: „Успоставити централну канцеларију у Немачкој за повезивање између просветних радника из различитих земаља, без предрасуда због националних, расних или културних разлика“. Институт је основан ради промовисања међународног разумевања кроз образовање. Институт се убрзо специјализовао за образовање одраслих и неформално образовање, са фокусом на земље у развоју.

### Целоживотно учење
Извештајем Унескове комисије за образовање из 1972. године, Едгара Фора, "Учити бити", целоживотно учење постало је главни фокус института. Током 1980-их, институт је стекао међународну репутацију својим радом на пољу накнадне писмености.

### Значајни догађаји
1986: Прва паневропска конференција о писмености
1997: Пета међународна конференција о образовању одраслих (КОНФИНТЕА 5) - Усвајање Хамбуршке декларације и дневног реда за будућност, успостављање мреже АЛАДИН (Документација и мрежа за учење одраслих)

### Преименовање
Од 1. јула 2006. године, правни облик института се променио. Немачка фондација Унесковог института за педагогију усклађена је са међународним правним статусом осталих Унескових института и претворена у међународни институт. Промена имена у Унесков институт за целоживотно учење (УИЛ) резултира измењеним тематским фокусом.

## Мисија
Мисија УИЛ-а је да се побрине да сви облици образовања и учења - формални, неформални и информални - буду препознати, вредновани и доступни за испуњавање потреба појединаца и заједница широм света. УИЛ одговара на ове захтеве и помаже у суочавању са изазовима са којима је суочено човечанство (мир и демократија, одрживи развој и искорењивање сиромаштва, неговање различитости, борба са ХИВ-ом, заштита животне средине) истраживањем, изградњом капацитета, умрежавањем, публикацијама и техничким истраживањима за државе чланице и невладине организације и организације цивилног друштва.

## Циљеви и задаци
Циљ института је да омогући образовање - формално, неформално и информално - свима у свету. Поред анализе и даљег развоја концепата, метода, политичких приступа и социо-културног контекста образовања, укључује се и учешће у развоју националних и локалних капацитета у земљама чланицама УНЕСКО-а, као и промоцију мрежа и партнерстава. Други важан део рада УИЛ-а је покретање и координација истраживачких пројеката на сарадњи.

## Истраживање
Истраживање УИЛ-а покрива одговарајуће концепте, добру праксу, повољне услове и иновативне приступе у областима писмености, неформалног образовања, учења одраслих и целоживотног учења у различитим културним контекстима, укључујући све начине учења (формално, неформално и информално), са погледом на стварање окружења за целоживотно учење, стварање писмених друштава и изградњу друштава учења. Све истраживачке активности имају за циљ промовисање учења одраслих и учења током целог живота и истицање доприноса учењу смањењу сиромаштва, одрживом људском развоју, демократији и критичком мишљењу.
Истраживање је подељено у четири области: писменост; целоживотно учење; образовање одраслих; Африка.
Истраживачки рад је углавном оријентисан на политику и акцију. Истраживање које спроводи Институт може бити у облику појединачних студија случаја и земаља, упоредних анализа, регионалних и међурегионалних синтеза, међународних истраживања, концептуалних и позицијских радова, кооперативних и заједничких истрага са академицима, партнерским институцијама, владама организације, невладиним организацијама итд.
Специфична истраживачка питања и теме односе се на следеће:
- Теорије и праксе писмености
- Основе целоживотног учења
- Стварање писмених друштава
- Стварање потпорне политике и законодавног окружења / услова за целоживотно учење;
- Стварање писменог окружења, посебно у мултикултуралним и вишејезичним окружењима;
- Интеграција формалног, неформалног и информалног образовања: признавање, акредитација и валидација неформалног, информалног и искуственог учења; квалификациони оквири;
- Учење одраслих за одрживи развој са фокусом на борбу против ХИВ-а, заштиту животне средине, демократско учешће, спречавање сукоба, критично грађанство и добро управљање;
- Родно интегрисање у писменост, неформално образовање, образовање одраслих и током целог живота са фокусом на буџетирање, праћење и евалуацију;
- Развој показатеља који су равноправни према половима и култури;
- Утицај писменост, неформалног образовања и учења одраслих[11];

## Тренутни пројекти и мреже
- Иницијатива писмености за оснаживање - ЛИФЕ (Literacy Initiative for Empowerment)
- Координација шесте међународне конференције о образовању одраслих - КОНФИНТЕА 6 (Conférence Internationale sur l’Education des Adultes)
- Мрежа АЛАДИН (Adult LeArning Documentation and Information Network)
- Координација Недеље учења одраслих широм света
- Уска сарадња са Удружењем за развој образовања у Африци - АДЕА (Association for the Development of Education in Africa)[12]
- Агенција за управљање финансирањем Федералног министарства образовања и истраживања Немачке - БМБФ (Bundesministerium für Bildung und Forschung) усмерена је на писменост и основно образовање[13].

## Списак референци
1. ↑  „UNESCO Institute for Lifelong Learning”. Приступљено 2. 1. 2020.
2. ↑  „Eldis”. Архивирано из оригинала 02. 01. 2020. г. Приступљено 2. 1. 2020.
3. ↑  „We make scholars”. Приступљено 2. 1. 2020.
4. ↑  Jarvis, Peter (1995). The Routledge International Handbook of Learning. New York: Routledge.
5. 1 2 3  Faure, E. (1972). Learning to be. Paris: UNESCO.
6. ↑  „ALADIN”. Архивирано из оригинала 23. 09. 2019. г. Приступљено 2. 1. 2020.
7. ↑  „UNESCO”.
8. ↑  „50 Jahre UNESCO Institut für Pädagogik: auf dem Weg zu einer lernenden Welt”. UNESCO. Приступљено 2. 1. 2020.
9. ↑  „Recommendation on Adult Learning and Education” (PDF). 2015. Приступљено 2. 1. 2020.
10. ↑  „Nurturing the treasure: Vision and Strategy 2002-207”. UNESCO. Приступљено 2. 1. 2020.
11. ↑  „Literacy for all: making a difference”. UNESCO. Приступљено 2. 1. 2020.
12. ↑  „Lifelong learning” (PDF). Архивирано из оригинала (PDF) 02. 01. 2020. г. Приступљено 2. 1. 2020. Невалидан унос |dead-url=dead (помоћ)
13. ↑  Martens, K. (2002). „Comparing governance of international organisations: the EU, the OECD and educational policy”. TransState Working Papers. University of Bremen.